# Estoril Open 1995
L'Estoril Open 1995 è stato un torneo di tennis giocato sulla terra rossa.
È stata la 6ª edizione dell'Estoril Open, che fa parte della categoria ATP World Series nell'ambito dell'ATP Tour 1995,
Il torneo si è giocato all'Estoril Court Central di Oeiras in Portogallo, dal 3 al 10 aprile 1995.

## Campioni

### Singolare
Thomas Muster ha battuto in finale  Albert Costa con il punteggio di 6–4, 6–2

### Doppio
Evgenij Kafel'nikov /  Andrej Ol'chovskij hanno battuto in finale  Marc-Kevin Goellner /  Diego Nargiso con il punteggio di 5–7, 7–5, 6–2